# David Buchanan (calciatore 1986)
David Thomas Hugh Buchanan (Rochdale, 6 maggio 1986) è un ex calciatore nordirlandese, di ruolo difensore.

## Caratteristiche tecniche
Era un terzino sinistro.

## Carriera

### Club
Ha giocato 28 partite nella prima divisione scozzese con l'Hamilton Academical.

### Nazionale
Ha giocato nelle nazionali giovanili nordirlandesi Under-19 ed Under-21.

## Palmarès

### Club

#### Competizioni nazionali
- Campionato inglese di quarta divisione: 1

Northampton Town: 2015-2016